# 池松英浩
池松 英浩（いけまつ ひでひろ、1968年10月 - ）は、日本の防衛官僚。

## 人物
福岡県出身。父は、防衛大学校出身の自衛官。熊本県立熊本高等学校を経て、東京大学法学部卒業。ハーバード大学公共政策大学院（ケネディースクール）卒業（修士）。
行政官長期在外研究員と在豪日本国大使館参事官を務めた防衛省の国際派。

## 略歴
- 1992年：防衛庁入庁　長官官房総務課
- 2010年：外務省在オーストラリア日本国大使館参事官
- 2012年：情報本部計画部：
- 2013年：防衛政策局国際：策課国際安全保障政策室長
- 2014年：経理装備局航空機課長
- 2015年：防衛装備庁装備政策部国際装備課長
- 2016年：内閣官房内閣参事官
- 2018年：統合幕僚監部首席参事官
- 2020年：外務省大臣官房審議官（総合外交政策局軍縮不拡散・科学部担当）（大使）
- 2022年：内閣府国際平和協力本部事務局次長